# Michel Ratuohaling
Michel Ratuohaling (Hoogeveen, 1 juli 1971) is een voormalig profvoetballer die uitkwam voor FC Emmen. Hij speelde van 1989 tot 1993 in totaal 31 wedstrijden voor die club en maakte daarin één doelpunt.

## Statistieken
| Jaren     | Club     | Wedstrijden | Goals |
| --------- | -------- | ----------- | ----- |
| 1987-1993 | FC Emmen | 31          | 1     |